# Anne Haigis
Anne Haigis (Rottweil, 9 december 1955) is een Duits musicus en singer-songwriter. In de jaren 1980 behaalde ze commercieel succes met rocknummers, blues en ballads die in het Duits werden gezongen met haar Zwabische accent. In de jaren 1990 nam ze weer Engelstalig materiaal op en nam ze op met Tony Carey en Eric Burdon. Haar intense en gepassioneerde zangstijl wordt geprezen als behorend tot een van Duitslands beste hedendaagse stemmen, een nuchtere, charismatische, hartelijke entertainer.

## Biografie
Anne Haigis werd geboren in Rottweil, Zuid-Duitsland, gelegen tussen Stuttgart en het Bodenmeer. Haar vader was elektromonteur en haar moeder was meester-kleermaker. Ze leerde fluit spelen en sloot zich aan bij een kamerorkest. Op veertienjarige leeftijd verliet ze het orkest en leerde zichzelf basisgitaarakkoorden om zichzelf te begeleiden bij het zingen van de 'smalltown blues'. In een muziekclub in Stuttgart ontmoette ze de rockband Foggy Day, die Haigis ervan overtuigde om van zingen een professionele carrière te maken. In 1971 verliet ze op 16-jarige leeftijd de school en haar huis in Rottweil en ging naar Stuttgart.
In 1974, op 19-jarige leeftijd, stapte ze over naar Interstate Roadshow, een band die voornamelijk toerde in clubs van Amerikaanse soldaten. Tijdens de feestdagen zong ze met Franse muzikanten in restaurants, cafés en bars van St. Tropez. Dat jaar trad ze voor het eerst op met een jazzband. In 1981 bracht Haigis het veelgeprezen debuutalbum For here where the life is uit, geproduceerd door haar ontdekker en latere partner Wolfgang Dauner. Ze ging op haar eerste grote tournee en begeleidde ook het United Rock & Jazz Ensemble als voorprogramma. In 1982 werd haar tweede, even succesvolle album Fingernails uitgebracht. Naast het toeren was ze gastzangeres bij de Radio Jazz Group van Südfunk Stuttgart en werd ze uitgenodigd als soliste voor radioproducties van NDR en Bayerischer Rundfunk. Ze was lid van de band Wolfhound van Wolfgang Schmidt en is te horen op Hallelujah en Neverending Story. Haigis bracht begin jaren 1980 enkele jazz-georiënteerde albums uit met Engelse teksten bij Mood Records.
Na de scheiding van Wolfgang Dauner veranderde ze van het zingen van Engelse jazz naar Duitstalige muziek. Haar eerste Duitstalige album was Anne Haigis (1984), geproduceerd door Edo Zanki met EMI Electrola. Het nummer Freundin beklom de hitlijsten en werd haar eerste landelijke hit. Ze was een frequente gast in Duitse tv-shows met Hans-Joachim Kulenkampff, Rudi Carrell, Thomas Gottschalk, Ohne Filter en anderen. In 1985 bracht ze Lass mich fallen wie Schnee uit. Geheime Zeichen was in 1987 haar meest succesvolle album tot nu toe, geproduceerd door Tony Carey en in 1989 Indigo, geproduceerd door Wolf Maahn en Mandy van Baaren, waarvoor ze de Grammy Award voor Duitse popmuziek ontving. Ze heeft Indigo haar persoonlijke favoriete album genoemd. In 1986 zong ze kosteloos bij het Anti-WAAhnsinns-Festival tegen de geplande opwerkingsfabriek in Wackersdorf.
In 1990 sloeg Haigis een nieuwe weg in door niet langer uitsluitend in het Duits te zingen en nam Niemandsland op met Tony Carey en Eric Burdon. Hiermee scheidde ze zich van EMI Records. Ze werd ondersteund door adviseur-vriend Peter Maffay, die haar hielp een contract bij BMG-Ariola te krijgen. In 1992 reisde ze naar Los Angeles en Nashville om het album Cry Wolf te produceren, waarop ze samenwerkte met Kevin McCormick van de Melissa Etheridge Band, Barry Beckett en Nils Lofgren. Gedurende deze tijd ontmoette ze Melissa Etheridge, die de nummers Dancing in the Fire en Out of My Mind voor haar schreef. Met het uitbrengen van Cry Wolf ging Haigis op een tournee van twee maanden door Europa met Curtis Stigers. Daarna trimde ze haar band van rock tot akoestische spelers en zong ze unplugged.
In 1997 speelde ze met Franz Benton, ondersteund door onder meer violist Mani Neumann (Trio Farfarello), het live-album Dancing in the Fire in Club Bel Air in Keulen. Begeleid door Klaus Spangenberg, Jörg Hamers en Erich Strebel gaf ze 200 concerten, waaronder een korte tournee in Brazilië. Terug in Duitsland ontwikkelde ze haar eigen stijl in samenwerking met "RE" en vertolkte ze op haar manier liedjes van Airto, Flora Purim, George Benson en Randy Crawford.
In 1999 vervulde ze haar droom om zelf een album op te nemen op een ongewone locatie, ver van het dagelijkse leven en de sfeer van een grote stad. Ze huurde een strandhuis aan de Nederlandse Noordzeekust en installeerde een tijdelijke studio voor de productie.
Ze was gastzangeres op de Tribute to Johnny Cash-tournee en sinds 2003 is ze docente in gospelworkshops. In 2005 produceerde ze samen met haar gitarist Jens Filser het live-album 8:00 pm. In 2007 produceerde ze het album Good day for the Blues, nadat fans haar hadden gevraagd om terug naar de blues te gaan. In 2011 toerde ze door Duitsland met haar album Wanderlust, dat alom geprezen werd in de pers.
Met ingang van 2017 wordt ze nog steeds goed ontvangen tijdens het optreden en op tournee met het uitbrengen van haar 15e album 15Companions.
Ze staat onder contract bij Westpark Music en woont in Bonn.

## Discografie
- 1981: For Here Where the Life Is
- 1982: Truth (met Wolfgang Schmid)
- 1982: Fingernails
- 1984: Anne Haigis
- 1985: Laß mich fallen wie Schnee
- 1987: Geheime Zeichen
- 1987: Highlights
- 1989: Indigo
- 1992: Cry Wolf
- 1997: Dancing in the Fire
- 2000: [mi:]
- 2001: …in deutsch (Best-of-album)
- 2003: Homestory
- 2004: Das Beste in deutsch 2
- 2005: 8:00 pm – im duo live
- 2007: Good Day for the Blues
- 2011: Wanderlust
- 2015: 15 Companions

- Gemeinsame Normdatei: 134395700
- International Standard Name Identifier: 0000 0000 7927 4901
- Library of Congress Control Number: no98022702
- MusicBrainz: d31ff96f-ec93-48dc-921e-1de75e0461e2
- Virtual International Authority File: 120789064
- WorldCat: E39PBJycMKvd9mvgfYcwVrdRKd